# 皮德雷夏
49°56′1″N 24°49′7″E / 49.93361°N 24.81861°E
皮德雷夏（羅馬化：Pidlyssia）是烏克蘭西部的村莊，隸屬利維夫州的佐洛奇夫區。該村始建於1550年，面積0.95平方公里，海拔高度235米，2001年人口338。